# Giovanni Francesco Morosini
Giovanni Francesco Morosini (Veneza, 30 de setembro de 1537 - Bréscia, 10 de janeiro de 1596) foi um cardeal do século XVII

## Biografia
Nasceu em Veneza em 30 de setembro de 1537. De família patrícia. O mais velho dos seis filhos de Pietro Morosini e Cornelia Cornaro. Sobrinho dos cardeais Luigi Cornaro (1551); e Federico Cornaro, sênior , OSIo.Hieros. (1585). Tio do Patriarca Giovanni Francesco Morosini de Veneza (1644–1678). Seu primeiro nome também está listado como Giovanni Francesco; e um como Giovan Francesco; e seu sobrenome como Mauroceni.
Senador e, posteriormente, embaixador veneziano em Sabóia, Polônia, Espanha, França e meirinho do sultão Amurat III de Constantinopla..
Ordenado em Veneza (sem mais informações encontradas)..
Eleito bispo de Bréscia, em 23 de setembro de 1585. Consagrado (nenhuma informação encontrada). Núncio na França, 1587-1589; no mesmo dia em que foi promovido a cardinalato, o papa o nomeou legado a latere com a missão de reconciliar Henrique I de Lorena, terceiro duque de Guise, e seu irmão Luís II de Guise, segundo cardeal de Guise com o rei Henrique III de França..
Criado cardeal sacerdote no consistório de 15 de julho de 1588; recebeu o chapéu vermelho e o título de Ss. Nereo ed Achilleo, 27 de julho de 1588. Optou pelo título de S. Maria in Via, 28 de março de 1590. Participou do primeiro conclave de 1590 , que elegeu o Papa Urbano VII. Participou do segundo conclave de 1590, que elegeu o papa Gregório XIV. Participou do conclave de 1591, que elegeu o Papa Inocêncio IX. Participou do conclave de 1592, que elegeu o Papa Clemente VIII. Protetor da Alemanha e da Hungria. Ele era amigo íntimo de Filippo Neri, o futuro santo..
Morreu em Bréscia em 10 de janeiro de 1596. Sepultado na catedral de Brescia, junto ao altar de S. Croce. Ele deixou toda a sua riqueza para os pobres..